# Lissonota rufitarsis
Lissonota rufitarsis är en stekelart som beskrevs av Szepligeti 1899. Lissonota rufitarsis ingår i släktet Lissonota och familjen brokparasitsteklar. Inga underarter finns listade i Catalogue of Life.